# Transformers : La Chute de Cybertron
 (avril 2015).
Transformers : La Chute de Cybertron (intitulé Transformers: Fall of Cybertron en version originale) est un jeu vidéo de tir à la troisième personne, développé par High Moon Studios et édité par Activision en 2012. Il est d'abord disponible sur PlayStation 3, Xbox 360 et Windows, puis sur Playstation 4 et Xbox One. Transformers : La Chute de Cybertron constitue la suite du jeu Transformers : La Guerre pour Cybertron. 
Dans les derniers jours de Cybertron, la guerre fait rage entre les Autobots et les Decepticons. Pour échapper à l'extinction, Optimus Prime construit l'Arche, un vaisseau qui permettra aux Autobots de s'échapper de leur planète agonisante. 

## Synopsis
Les Decepticons lancent un assaut sur L'Arche et tirent à la périphérie d'Iacon, la capitale Autobot. Ils prennent le contrôle de quatre secteurs sous la charge de Grimlock et de son équipe, désormais disparue. Optimus charge Jazz et Cliffjumper de les chercher, le temps que les Autobots défendent L'Arche. Face à la difficulté du combat, Optimus tente de réactiver l'artillerie lourde pour repousser l'assaut. Il réveille le colosse protecteur de L'Arche : Metroplex, qui part détruire les canons des Decepticons. Alors qu'il s'apprête à démolir le dernier canon, Metroplex est touché par un tir à bout portant. 
Tandis qu'Optimus Prime va à son aide, il est interpellé par Starscream, Onslaught et Brawl, pour être emmené devant Megatron. S'étant remis de sa blessure, Metroplex finit par détruire Megatron et libérer Optimus Prime. Starscream s'autoproclame chef des Decepticons et retire ses troupes de Iacon. L'Arche est sauve, mais est gravement endommagée. 
Jazz, Cliffjumper et Sideswipe partent vers la Mer de Rouille, une région sous le contrôle de Shockwave, pour retrouver Grimlock et son unité. La région dispose d'un rare et important réservoir d'Energon, matériau nécessaire pour réparer L'Arche. Jazz et Cliffjumper détruisent une tour créée par les anciens habitants de la région pour voyager vers d'autres planètes. Optimus est informé de la présence d'Energon et décide de le transporter jusqu'à Iacon.
Starscream, Vortex et Brawl détruisent le pont reliant la Mer de rouille et Iacon, puis mènent une attaque sur le cargo. Les autres Combaticons les rejoignent sur le cargo en plein vol, alors que Starscream ordonne d'abandonner la mission. Onslaught, le chef des Combaticons, veut prendre le contrôle du cargo. Finalement, le vaisseau s'écrase et Starscream arrête les Combaticons pour trahison.
Soundwave décide de réparer et de réactiver Megatron. Réveillé, ce dernier reprend le trône de chef des Decepticons et blesse Starscream lors de son couronnement. Shockwave l’informe que la planète Terre est la priorité des Decepticons et se dispose à recréer le pont spatial. Megatron part à bord de son vaisseau vers l'ancien cratère de l'atterrissage de son ancien colosse, Trypticon, et trouve son corps découpé dans une usine d'Iacon. Il appelle Soundwave (en) pour le réparer, mais son mode Robot est trop faible pour combattre. Mécontent de la défaite passée de Trypticon face aux Autobots, il exige à Soudwave d'enclencher le protocole Nemesis qui vise à le transformer en vaisseau géant, pouvant ainsi se déplacer n'importe où dans la galaxie.
Pendant que le Nemesis est en construction, Starscream s'infiltre dans le secteur de sécurité du nouveau laboratoire géant de Shockwave, installé sur Kaon même, la capitale des Decepticons. Starscream, mécontent que Megatron ait repris le commandement, veut se construire sa propre armée. Il arrive à rentrer dans ce laboratoire, constatant que Shockwave est toujours accompagné de trois Insecticons (nouvelle race de Decepticons créée par Shockwave, se transformant en insecte de la Terre, qu'ils ont étudiés). Il s'agit de Sharpshot, Hardshell et Kickback. Starscream assiste secrètement à une expérience sur un certain Grimlock fait captif par Shockwave. Grimlock et son équipe ont subi des expériences ayant pour but de décupler leurs forces et de changer leurs transformations en dinosaures, originaires de la Terre, que les Decepticons ont également étudiés. Ces derniers finissent par leur attribuer le nom de Dinobot. Quand Shockwave et ses Insecticons partent, Starscream propose à Grimlock un pacte pour commencer sa nouvelle armée en le libérant des expériences de Shockwave (leur ennemi commun). Mais Grimlock refuse, se saisit de Starscream malgré ses sécurités et le jette sur l'ordinateur de contrôle afin de s'en libérer. Il s'attelle à trouver Swoop et Slug, qui ont subi, eux aussi, des transformations en Dinobots. Grimlock, sur son chemin pour arrêter Shockwave, détruit les trois Insecticons. Il réussit à trouver Snarl, blessé et aussi transformé en Dinobot, qui l'emmène en salle de soins. Grimlock contacte Optimus Prime pour l'informer que la tour recréée par Shockwave est dangereuse. Optimus lui ordonne de revenir à la base des Autobots mais Grimlock ne l'écoute pas, le traitant de « faible », et part détruire l'installation.
Mais, alors que Grimlock est sur le point d'attaquer Shockwave, ce dernier le bloque, continuant ainsi à travailler sur la tour du pont spatial. Shockwave contacte Megatron afin de l'informer que le pont est prêt. Le chef des Decepticons, qui a fini le Nemesis, lui confie Cybertron pour le protéger. Grimlock se libère et finit par détruire Shockwave ainsi que la tour, néanmoins il n'a pas le temps de s'échapper. En raison de la destruction de la tour, le pont devient instable et risque de se fermer. Les Autobots n'ayant toujours pas assez d'Energon pour réanimer L'Arche, Metroplex se sacrifie en vidant son arme en forme de hache, Sparkdrinker, de l'Energon afin de donner l'énergie nécessaire pour l'Arche. Les Autobots parviennent à remercier Metroplex avant qu'il meure et que L'Arche ne quitte Cybertron.
Alors que le vaisseau Autobot s'apprête à s'échapper par le pont spatial instable, le Nemesis réussit à décoller et à rejoindre L'Arche. Ils se combattent en plein vol. Megatron ordonne à Soudwave et ses agents Rumble et Laserbeak de s'infiltrer dans le vaisseau avec un des dizaines de câbles d'abordage du Nemesis. Ils détruisent les munitions de trois canons Autobot, permettant à Megatron de lancer une attaque directement sur les Autobots après la première offensive de Soudwave. Optimus envoie Jetfire pour détruire les câbles d'abordage. Bien qu'il parvienne à couper ces derniers, l'Autobot ne peut empêcher Bruticus d'atteindre le vaisseau qui fait des ravages sur le toit de L'Arche en détruisant des réservoirs d'Energon. Mais, il se coordonne avec Jazz, qui utilise sa petite taille et son grappin (ainsi que les mines IEM larguées par Jetfire) pour déstabiliser Bruticus, qui se fait éjecter dans l'espace par Jetfire. Optimus Prime et Megatron se livrent à un combat sous les yeux de Bumblebee, qui se sacrifie pour sauver Optimus du coup de grâce de Megatron. Optimus comprend alors la véracité des actes de Megatron et les deux chefs s'affrontent en duel pour la ligne droite vers la Terre. Finalement, aucun des deux ne gagne ; mais les deux vaisseaux lancés sur leur trajectoire perdent le contrôle et s'enfoncent tous deux dans le portail, qui se ferme définitivement.

## Système de jeu
Le gameplay reprend le système de tir à la troisième personne des deux précédents volets. Toutefois, les développeurs insèrent plusieurs facultés spécifiques aux différents personnages de la campagne : Jazz est muni d'un grappin pour miser sur l'action dynamique ; Cliffjumper d'un camouflage pour l'infiltration ; Vortex et Starscream peuvent voler grâce à leur mode de transformation tandis que Grimlock joue corps-à-corps et peut se transformer en T-rex métallique. En mode multijoueur, l'utilisateur peut changer les différentes parties du corps de son robot.